# عباس محمدی
عباس محمدی (زاده ۱ شهریور ۱۳۵۴ - کرمان) دروازه‌بان سابق و مربی فوتبال اهل ایران است.
وی سابقه بازی تیم‌های مس کرمان، برق شیراز، سپاهان و تراکتورسازی را دارد، وی در نیم فصل ۱۳۹۰ به تیم نفت آبادان پیوست.
محمدی سابقه یک بازی ملی برای تیم ملی فوتبال ایران در برابر تیم ملی فوتبال کاستاریکا را در تاریخ ۳۰ ژانویه ۲۰۰۸ میلادی را دارد.

## افتخارات

### نایب قهرمانی در آسیا
او به همراه تیم سپاهان اصفهان توانست در لیگ قهرمانان آسیا در سال ۲۰۰۷ به عنوان نایب قهرمانی برسد.

### حضور در جام باشگاه‌های جهان
به دلیل نایب قهرمانی تیم سپاهان اصفهان در مسابقات جام باشگاه‌های آسیا، این تیم توانست در مسابقات جام باشگاه‌های جهان نیز حضور پیدا کند، که عباس محمدی در این مسابقات حضور داشت.